# L'Île mystérieuse (film, 1941)
Pour les articles homonymes, voir L'Île mystérieuse (homonymie).
Pour plus de détails, voir Fiche technique et Distribution.
L'Île mystérieuse (Таинственный остров) est un film d'aventures de science-fiction soviétique réalisé par Edouard Pentsline (ru) et sorti en 1941.
Il s'agit d'une adaptation du roman éponyme de Jules Verne.

## Synopsis
Pendant le siège de Richmond, en Virginie, au cours de la guerre de Sécession, cinq prisonniers de guerre nordistes décident de s'échapper d'une manière plutôt inhabituelle : en détournant une montgolfière.
Le groupe finit par s'écraser sur une île volcanique, inconnue (et fictive), située dans le Pacifique Sud et bordée d'une falaise. Ils la baptisent « île Lincoln » en l'honneur du président américain Abraham Lincoln. Grâce aux connaissances du brillant ingénieur, les cinq hommes parviennent à subvenir à leurs besoins sur l'île, à produire du feu, de la poterie, des briques, de la nitroglycérine, du fer, un télégraphe électrique simple et même un navire en état de naviguer. Ils parviennent également à trouver leur position géographique.
Le mystère de l'île semble provenir de « Deus ex machina » périodiques et inexplicables : la survie inexplicable de Smith après sa chute de la montgolfière, une boîte remplie d'équipements (fusils et munitions, outils, etc.), etc.
Une bande de pirates arrive sur l'île Lincoln pour en faire leur repaire. Après quelques combats avec les héros, le bateau pirate est mystérieusement détruit par une explosion, et les pirates eux-mêmes sont retrouvés morts, apparemment au combat, mais sans blessures apparentes.
Le secret de l'île est révélé lorsqu'il s'avère qu'il s'agit du repaire du capitaine Nemo et du port d'attache du Nautilus. Le capitaine Nemo a été le sauveur des héros, envoyant un message au sujet d'un autre naufragé et torpillant le navire pirate.

## Fiche technique
- Titre français : L'Île mystérieuse[1]
- Titre original : Заговор обречённых[2]
- Réalisation : Edouard Pentsline (ru)
- Scénario : Boris Chelontsev (ru), Mikhaïl Kalinine (ru)
- Photographie : Mikhaïl Belski, Mikhaïl Karioukov
- Musique : Nikita Bogoslovski
- Décors : Iossif Ioutsevitch (ru)
- Société de production : Studio d'Odessa
- Pays de production :  Union soviétique
- Langue originale : russe
- Format : Noir et blanc - 1,37:1 - Son mono - 35 mm
- Genre : Aventures de science-fiction
- Durée : 88 minutes
- Dates de sortie :
  - Union soviétique : 3 mai 1941

## Distribution
- Alekseï Krasnopolski (ru) : Cyrus Smith
- Andreï Sova (ru) : Jules
- Pavel Kianski : Gédéon Spilett
- Andreï Andrienko-Zemskov : Pencroff
- Ivan Kozlov : Tom Ayrton
- Robert Ross (ru) : Nab
- Youra Grammatikati : Herbert
- Nikolaï Komissarov (ru) : Capitaine Nemo